# Open de Grande-Bretagne de snooker 2022
L'Open de Grande-Bretagne 2022 est un tournoi de snooker classé comptant pour la saison 2022-2023.
L'épreuve se tient du 26 septembre 2022 au 2 octobre 2022 à la Marshall Arena de Milton Keynes, en Angleterre. Elle est organisée par la WPBSA.

## Déroulement

### Contexte avant le tournoi
Le tournoi a fait son retour au calendrier en 2021 après dix-sept années d'absence. Le tenant du titre est Mark Williams, il s'était imposé l'an passé contre Gary Wilson 6-4 en finale. 
Le tirage au sort est maintenu, il est effectué entre chaque tours, de sorte que les têtes de série peuvent s'affronter dès leurs premiers matchs. Le format de jeu a été rallongé par rapport à l'édition précédente, avec des premiers tours disputés au meilleur des sept manches et une finale disputée au meilleur des dix-neuf manches.

### Faits marquants
Lors des 8es de finales, Mark Selby réalise son quatrième break maximum en carrière, réussissant notamment un empochage avec une double bande en poche centrale.
Ryan Day remporte son quatrième tournoi classé en carrière en dominant Mark Allen en finale, sur le score de 10 manches à 7. Le Gallois n'était pourtant pas donné favori, mais il est resté au contact d'Allen durant toute la partie (il n'y a jamais eu plus d'une manche d'écart jusqu'à 6-7), puis il a gagné les quatre dernières manches. Il qualifie cette victoire comme étant la plus belle de sa carrière et empoche son meilleur gain avec 100 000 £.
Mark Allen, dont la transformation physique était très visible après qu'il a perdu plus de 25 kilos cet été, a tout de même réalisé une semaine impressionnante en éliminant notamment Judd Trump et Mark Selby. Il a déjà les yeux rivés sur l'Open d'Irlande du Nord pour y défendre son titre national.

## Dotation
La répartition des prix est la suivante :
- Vainqueur : 100 000 £
- Finaliste : 45 000 £
- Demi-finalistes : 20 000 £
- Quart de finalistes : 12 000 £
- 8es de finalistes : 7 000 £
- 16es de finalistes : 5 000 £
- 32es de finalistes : 3 000 £
- Meilleur break : 5 000 £

Dotation totale : 470 000 £

## Qualifications
Ces matchs ont lieu du 9 au 14 août 2022 au Robin Park Arena and Sports Centre de Wigan, en Angleterre, hormis les matchs des seize têtes de série qui se déroulent à la Marshall Arena de Milton Keynes le 26 septembre 2022. Ils sont tous disputés au meilleur des sept manches.
| Mark Allen            | 4-0 | Stuart Carrington |
| Alexander Ursenbacher | 4-1 | Ronnie O'Sullivan |
| Anthony Hamilton      | 4-0 | Jimmy White       |
| Xiao Guodong          | 4-1 | David Lilley      |
| Jak Jones             | 4-2 | Andrew Pagett     |
| Ricky Walden          | 1-4 | Mark Selby        |
| Elliot Slessor        | 4-3 | Sean O'Sullivan   |
| Zak Surety            | 0-4 | Ross Muir         |
| Peter Lines           | 4-0 | Robert Milkins    |
| Michael Judge         | 3-4 | Craig Steadman    |
| Andy Lee              | 4-3 | Barry Pinches     |
| Fraser Patrick        | 4-1 | Alfie Burden      |
| Michael White         | 3-4 | Noppon Saengkham  |
| Fergal O'Brien        | 1-4 | Chang Bingyu      |
| Matthew Stevens       | 4-1 | Stephen Maguire   |
| Fan Zhengyi           | 0 4 | Jamie Clarke      |
| John Astley           | 4-3 | Rod Lawler        |
| Peng Yisong           | 0-4 | Dylan Emery       |
| Duane Jones           | 3-4 | Barry Hawkins     |
| Mark Joyce            | 4-0 | Daniel Wells      |
| Cao Yupeng            | 4-1 | Marco Fu          |
| Ben Woollaston        | 4-2 | James Cahill      |
| Joe O'Connor          | 4-1 | Chris Wakelin     |
| Jamie O'Neill         | 1-4 | David Grace       |
| Shaun Murphy          | 3-4 | Gary Wilson       |
| Jenson Kendrick       | 1-4 | Zhou Yuelong      |
| Mark King             | 1-4 | Lyu Haotian       |
| Tom Ford              | 3-4 | Mitchell Mann     |
| Mark Davis            | 0-4 | Kyren Wilson      |
| Gerard Greene         | 4-2 | Sanderson Lam     |
| David Gilbert         | 4-0 | Aaron Hill        |
| Hammad Miah           | 4-1 | Ali Carter        |

| Zhang Jiankang       | 4-0 | Reanne Evans     |
| Joe Perry            | 4-0 | Hossein Vafaei   |
| Liang Wenbo          | 2-4 | Dean Young       |
| Adam Duffy           | 1-4 | Ian Burns        |
| Rebecca Kenna        | 1-4 | Ryan Day         |
| Jamie Jones          | 4-1 | Scott Donaldson  |
| Anthony McGill       | 4-1 | Wu Yize          |
| Yuan Sijun           | 4-1 | Anton Kazakov    |
| Ng On-yee            | 4-3 | Ken Doherty      |
| Dominic Dale         | 1-4 | Jack Lisowski    |
| Tian Pengfei         | 4-2 | Sam Craigie      |
| Julien Leclercq      | 2-4 | Steven Hallworth |
| Matthew Selt         | 3-4 | Lu Ning          |
| Judd Trump           | 4-1 | Si Jiahui        |
| Pang Junxu           | 3-4 | Jordan Brown     |
| Thepchaiya Un-Nooh   | 4-1 | Martin Gould     |
| Allan Taylor         | 3-4 | Lukas Kleckers   |
| Jimmy Robertson      | 4-3 | Louis Heathcote  |
| Ryan Thomerson       | 1-4 | Ben Mertens      |
| Ding Junhui          | 4-2 | Oliver Lines     |
| Yan Bingtao          | 4-2 | Oliver Brown     |
| Bai Langning         | 1-4 | Zhao Xintong     |
| Himanshu Dinesh Jain | 2-4 | Xu Si            |
| Mink Nutcharut       | 2-4 | Chen Zifan       |
| Stephen Hendry       | 1-4 | Zhang Anda       |
| Andy Hicks           | 2-4 | John Higgins     |
| Lei Peifan           | 0-4 | Stuart Bingham   |
| Ashley Hugill        | 3-4 | Robbie Williams  |
| Mark Williams        | 4-1 | Andres Petrov    |
| Zhao Jianbo          | 4-3 | Jackson Page     |
| Graeme Dott          | 4-1 | Luca Brecel      |
| Liam Highfield       | 0-4 | Li Hang          |

## Tableau principal

### 32esde finale
Les matchs sont disputés au meilleur des sept manches.
| - Jamie Jones 4–1 Elliot Slessor - Zhao Xintong 4–1 Stuart Bingham - Ding Junhui 4–1 Joe Perry - Zhang Jiankang 3–4 Jak Jones - David Gilbert 3–4 Lyu Haotian - Mark Selby 4–1 Mark Joyce - Jordan Brown 4–1 Ng On-yee - Craig Steadman 4–3 Ben Mertens - Jack Lisowski 4–2 Mitchell Mann - John Higgins 3–4 Yuan Sijun - Graeme Dott 4–1 Anthony McGill - David Grace 2–4 Xu Si - Dean Young 0–4 Judd Trump - Li Hang 1–4 Mark Allen - Andy Lee 0–4 Yan Bingtao - Gerard Greene 1–4 Ryan Day | - Lu Ning 4–1 Zhou Yuelong - Ben Woollaston 4–1 Mark Williams - Tian Pengfei 1–4 Jimmy Robertson - Robbie Williams 4–1 Lukas Kleckers - Anthony Hamilton 4–1 Jamie Clarke - Kyren Wilson 1–4 Barry Hawkins - Noppon Saengkham 4–0 Fraser Patrick - Chen Zifan 3–4 Ross Muir - John Astley w/d–w/o Chang Bingyu - Thepchaiya Un-Nooh 2–4 Matthew Stevens - Xiao Guodong 4–1 Peter Lines - Alexander Ursenbacher 1–4 Joe O'Connor - Dylan Emery 2–4 Cao Yupeng - Gary Wilson 4–0 Zhang Anda - Zhao Jianbo 4–1 Ian Burns - Steven Hallworth 4–0 Hammad Miah |

### 16esde finale
Les matchs sont disputés au meilleur des sept manches.
| - Ding Junhui 2–4 Robbie Williams - Zhao Jianbo 1–4 Yuan Sijun - Ben Woollaston 4–1 Jak Jones - Barry Hawkins 3–4 Steven Hallworth - Yan Bingtao 3–4 Jordan Brown - Anthony Hamilton 4–3 Joe O'Connor - Gary Wilson 2–4 Mark Allen - Xu Si 0–4 Judd Trump | - Jamie Jones 4–1 Chang Bingyu - Graeme Dott 4–3 Xiao Guodong - Craig Steadman 2–4 Matthew Stevens - Mark Selby 4–2 Cao Yupeng - Ross Muir 0–4 Lyu Haotian - Lu Ning 1–4 Jack Lisowski - Jimmy Robertson 1–4 Ryan Day - Zhao Xintong 1–4 Noppon Saengkham |

### 8esde finale
Les matchs sont disputés au meilleur des sept manches.
- Mark Selby 4–1  Jack Lisowski
- Anthony Hamilton 3–4  Yuan Sijun
- Jamie Jones 4–2  Ben Woollaston
- Robbie Williams 4–3  Steven Hallworth
- Mark Allen 4–3  Judd Trump
- Graeme Dott 2–4  Ryan Day
- Noppon Saengkham 4–0  Jordan Brown
- Lyu Haotian 4–1  Matthew Stevens

### Quarts de finale
Les matchs sont disputés au meilleur des neuf manches.
- Mark Selby 3–5  Mark Allen
- Noppon Saengkham 5–3  Jamie Jones
- Ryan Day 5–4  Yuan Sijun
- Robbie Williams 5–1  Lyu Haotian

### Demi-finales
Les matchs sont disputés au meilleur des onze manches.
- Mark Allen 6–1  Noppon Saengkham
- Ryan Day 6–5  Robbie Williams

### Finale
| Finale au meilleur des 19 manches Arbitre : Maike Kesseler |                          |                         |
| Mark Allen Irlande du Nord                                 | 7 - 10 ( - )             | Ryan Day Pays de Galles |
| 2 126                                                      | Centuries Meilleur break | 0 84                    |
| Ryan Day remporte l'Open de Grande-Bretagne 2022           |                          |                         |

## Centuries

### Tableau principal
- 147, 123, 117, 110, 109, 103  Mark Selby
- 143, 133, 133, 126, 126, 105, 105, 100  Mark Allen
- 143, 110  Andy Hicks
- 143  David Grace
- 141, 131  Lyu Haotian
- 139, 110  Graeme Dott
- 139, 130, 109, 100  Judd Trump
- 139, 125, 125  Jamie Jones
- 138, 135, 126, 102  Anthony Hamilton
- 137  Gary Wilson
- 134, 120, 102  Barry Hawkins
- 134, 112  Jordan Brown
- 134  Robbie Williams
- 132, 132  John Higgins
- 132, 119, 111  Jack Lisowski
- 128, 112, 101  Zhao Xintong
- 124, 103  Ryan Day
- 119  Xiao Guodong
- 117, 101  Yan Bingtao
- 117  Ben Mertens
- 116, 113, 102  Noppon Saengkham
- 113  Yuan Sijun
- 112  Shaun Murphy
- 108  Steven Hallworth
- 104  Matthew Stevens
- 103  David Gilbert
- 101  Craig Steadman

### Qualifications
- 130, 107  Li Hang
- 130  Steven Hallworth
- 130  Ben Woollaston
- 129  Ian Burns
- 128  Ding Junhui
- 128  Ross Muir
- 127  Joe O'Connor
- 122  Matthew Selt
- 121  John Astley
- 111, 110  Lukas Kleckers
- 109, 104  Noppon Saengkham
- 109, 103  Julien Leclercq
- 105  Zhao Jianbo
- 103  Elliot Slessor
- 102  Pang Junxu
- 101  Ashley Hugill
- 100  Chang Bingyu
- 100  David Gilbert
- 100  Anthony Hamilton
- 100  Louis Heathcote
- 100  Andrew Pagett